# Igrzyska Południowego Pacyfiku 1975
Igrzyska Południowego Pacyfiku 1975 − (ang. South Pacific Games 1975), piąta edycja Igrzysk Południowego Pacyfiku, która odbyła się w dniach 1-10 sierpnia 1975 roku na Guamie. Podczas zawodów pobito 16 z 45 ówczesnych rekordów lekkoatletycznych. Czwarty raz z rzędu zwycięzcą tabeli medalowej została Nowa Kaledonia.

## Dyscypliny
- Koszykówka  (szczegóły)
- Lekkoatletyka  (szczegóły)

## Tabela medalowa
| Tabela medalowa |                           |    |    |    |         |
| Poz.            | Państwo                   |    |    |    | Łącznie |
| 1               | Nowa Kaledonia            | 37 | 31 | 34 | 102     |
| 2               | Polinezja Francuska       | 27 | 28 | 39 | 94      |
| 3               | Papua-Nowa Gwinea         | 22 | 25 | 18 | 65      |
| 4               | Fidżi                     | 13 | 13 | 11 | 37      |
| 5               | Samoa Zachodnie           | 9  | 4  | 5  | 18      |
| 6               | Guam                      | 3  | 5  | 5  | 13      |
| 7               | Samoa Amerykańskie        | 3  | 4  | 5  | 12      |
| 8               | Wallis i Futuna           | 1  | 2  | 8  | 11      |
| 9               | Nowe Hebrydy              | 1  | 3  | 4  | 8       |
| 10              | Wyspy Cooka               | -  | 1  | 4  | 5       |
| 11              | Wyspy Gilberta i Lagunowe | -  | -  | -  | 0       |
| 12              | Nauru                     | -  | -  | -  | 0       |